# Habitable Exoplanet Observatory
Das Habitable Exoplanet Observatory (HabEx) ist ein 2016 erstmals vorgeschlagenes Konzept für ein am Lagrange-Punkt L2 des Erde-Sonne-Systems positioniertes Weltraumteleskop zur direkten Abbildung von Planetensystemen um sonnenähnliche Sterne. Damit will man Exoplaneten entdecken, die unter ähnlichen Bedingungen stehen wie die Erde und eventuell Leben aufweisen könnten.

## Missionsziel
Das Missionsziel ist es, erdähnliche Exoplaneten direkt abzubilden und die Zusammensetzung ihrer Atmosphäre zu untersuchen. Durch spektrografische Messungen soll nach Anzeichen für eine Bewohnbarkeit, wie zum Beispiel Wasser, gesucht werden, sowie nach Gasen wie Sauerstoff oder Ozon, die möglicherweise auf biologische Aktivität hindeuten.

## Nebenmission
Neben der Suche nach Leben auf erdähnlichen Exoplaneten soll HabEx ein breites Spektrum allgemeiner astrophysikalischer Untersuchungen ermöglichen, von der Erforschung der frühesten Epochen der Geschichte des Universums bis hin zum Verständnis des Lebenszyklus der massereichsten Sterne, die letztlich die Elemente liefern, die für das Leben, wie wir es kennen, erforderlich sind.

## Technik
Bei HabEx würde es sich um ein optisches, im UV- und Infrarot-Bereich arbeitendes Teleskop handeln. Im sichtbaren Licht überstrahlt ein sonnenähnlicher Stern das reflektierte Licht eines erdähnlichen Planeten um den Faktor 1010.
Zur Abdunklung des Sternenlichts soll entweder eine interne Kegelblende oder ein externer Sternenschirm eingesetzt werden.
Voraussetzung für einen sinnvollen Einsatz des Teleskops wäre eine hohe Auflösung der Bilder.